# Ferruccio Castronuovo
Ferruccio Castronuovo (* 10. September 1940 in Rom; † 4. März 2022 in Vico del Gargano) war ein italienischer Kameramann und Fernsehregisseur.

## Leben
Castronuovo absolvierte einen Regiekurs bei der RAI und arbeitete ab 1966 kurzzeitig als Regieassistent und Kameramann für Kinoproduktionen, manchmal auch als Darsteller, was er bis 1988 fortsetzte. 1972 inszenierte er Sonata al chiaro di luna für das Fernsehen in dessen Reihe Film sperimentali per la TV. In den Folgejahren war er mit Produktionen für Programme wie TV7, Stasera G7 oder Tam Tam beschäftigt. Immer wieder drehte er auch Dokumentationen, u. a. zu Arbeiten von Federico Fellini (Appunti su La città delle donne). 1996 drehte er seinen ersten eigenen Kinofilm, Gratta e vinci, zu dem er auch die Musik beisteuerte.
2009 drehte der französische Regisseur Thierry Gentet die Dokumentation La vita, un lungo viaggio in treno über Castronuovos Leben und Arbeit.

## Filmografie (Auswahl)
- 1972: Sonata al chiaro di luna (Fernsehfilm)
- 1996: Gratta e vinci (Regie und Musik)